# Karl Schöppe starší
Karl Schöppe (14. března 1846 Weißenfels a. d. Saale – 6. listopadu 1904 Ústí nad Labem) byl rakouský a český podnikatel a politik německé národnosti, na počátku 20. století poslanec Českého zemského sněmu.

## Biografie
Narodil se ve Weißenfelsu v tehdejším Prusku v rodině pekaře. Byl evangelického vyznání. V Lipsku získal kupecké vzdělání a působil pak v Liberci, Frankfurtu nad Mohanem a Dortmundu. Následně se vrátil do Liberce, kde zastával významnou pozici ve firmě Johann Liebieg & Co. Roku 1874 získal rakouské státní občanství a usadil se v Ústí nad Labem. Zde spoluzaložil firmu Rößner & Schöppe. Ta se zpočátku zaměřovala na spediční činnost a obchod se dřevem a uhlím, později fungovala výlučně jako spediční podnik. Podílel se na rozvoji labské plavby a dlouhodobě zastával post náměstka předsedy ústeckého Labského spolku. Spoluzaložil rovněž ústeckou burzu, která propojovala lodní přepravu a obchod s uhlím. Od roku 1876 byl aktivní i veřejně a politicky, tíhl k německému nacionálnímu proudu. Nejdříve zasedal v ústeckém obecním zastupitelstvu, od roku 1882 v městské radě. Byl členem německého spolku Deutscher Schulverein a tělovýchovné jednoty Turnverein. Od roku 1896 byl členem liberecké obchodní a živnostenské komory.
Na přelomu století se zapojil i do zemské politiky. V doplňovacích volbách v únoru 1899 byl zvolen do Českého zemského sněmu v kurii obchodních a živnostenských komor (volební obvod Liberec). Mandát obhájil v řádných volbách v roce 1901. Politicky patřil k Německé pokrokové straně (němečtí liberálové).
Do roku 1902 zastával funkci předsedy, později čestného předsedy Spolku obchodníků v Ústí nad Labem (sám v roce 1886 tento spolek spoluzakládal). Hrál významnou roli při založení Vyšší obchodní školy v Ústí, jež se roku 1900 proměnila na obchodní akademii (v letech 1887–1904 zastával post předsedy kuratoria tohoto školského ústavu). Od roku 1895 zasedal ve výboru ústecké spořitelny. Byl také členem zemské železniční rady a poradního sboru pro vodní cesty. Aktivní byl v místních evangelických organizacích. Roku 1901 mu byl udělen Řád Františka Josefa.
Zemřel v listopadu 1904. Jeho synem byl Karl Schöppe (1880–1939), právník a politik, meziválečný starosta Ústí nad Labem.